# Río Benuza
El río Benuza es un corto río del noroeste de España ubicado en la comarca de la Cabrera y de El Bierzo, en la provincia de León, Comunidad Autónoma de Castilla y León.
Nace en las proximidades del alto de Fonte da cova de la unión del arroyo de Benuza, procedente del Sestil, y del arroyo de Pedroso, que nace en la cima de O Pedroso. Su principal afluente es el río Sotillo y desemboca en el río Cabrera a la altura de Pombriego.
Su régimen es pluvio-nival, con un máximo en invierno y primera y un mínimo en verano.